# 青春之泉

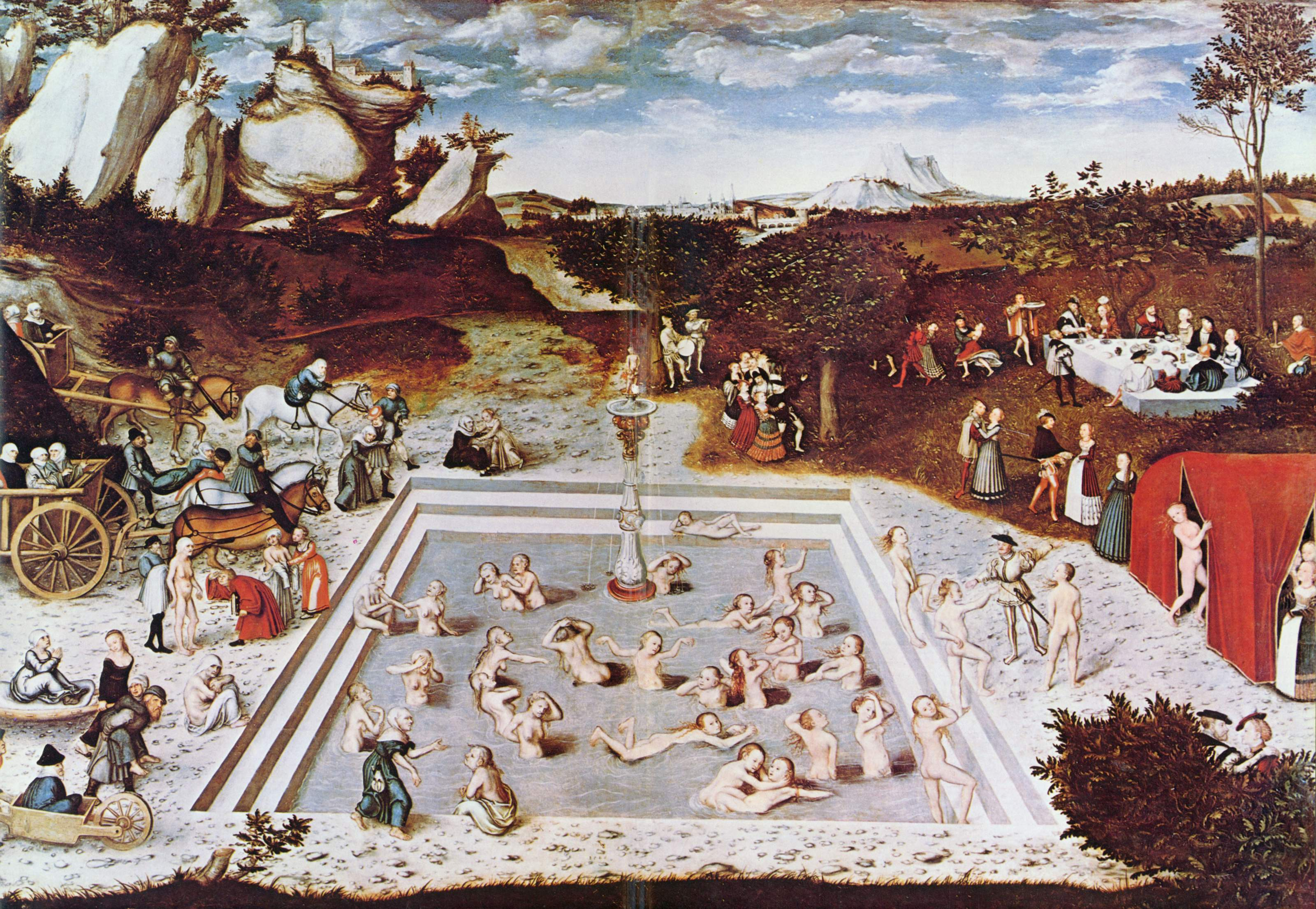
老卢卡斯·克拉纳赫的《青春之泉》。

青春之泉，又譯不老泉，是一座传说中的泉，在相关传说中，任何人喝了它的水都会恢复青春。这样的传说故事几千年来在世界各地都有叙述，在希罗多德的著作、《亚历山传奇故事集》，以及祭司王约翰的故事中，都出现过。在探索时代，关于这样的神奇之水的类似的故事在加勒比地区的原住民中也是很流行的，这些人声称那些有复原能力的水在神话般的比米尼。这个传说在16世纪变得尤为盛行，而与此相关的人物是首任波多黎各总督，西班牙探险家胡安·庞塞·德莱昂。据说按照新世界的那些传说故事和流传在亚欧大陆的那些传说故事，庞塞·德莱昂在1513年寻找着青春之泉，结果他到达了今天的佛罗里达。从那时起，这座泉就被频繁地与佛罗里达联系了起来。

## 早期记述

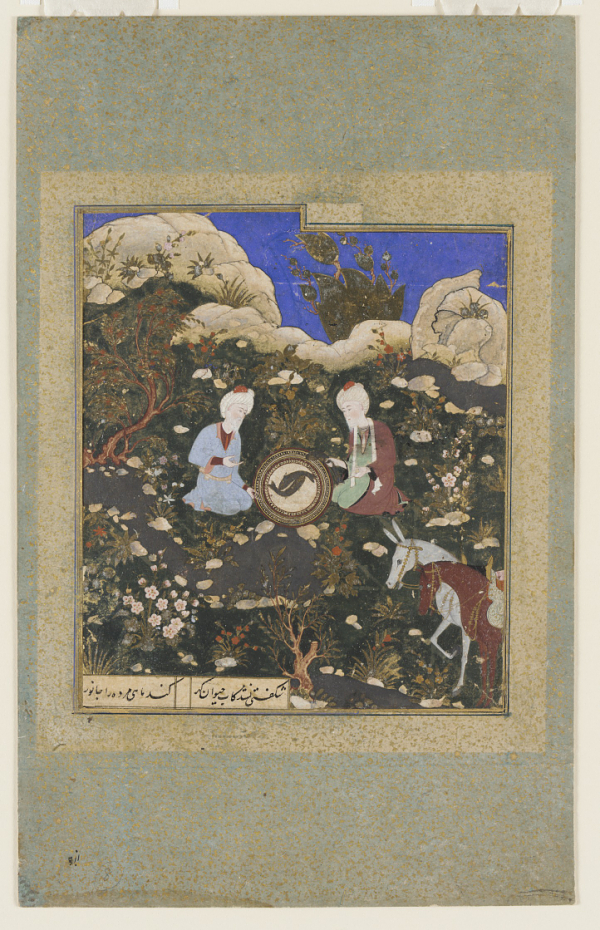
希德尔与亚历山大观看生命之水使咸鱼复苏。

希罗多德曾提到，在埃塞俄比亚人的土地上，有一座泉里含有一种非常特殊的水，这种水会给予埃塞俄比亚人非常长的寿命。关于“生命之水”的故事则出现在东方版的《亚历山大传奇故事集》中。这个故事集描述了亚历山大大帝和他的仆人穿越黑暗地以找寻那座恢复健康的泉，而这个故事中的那名仆人则是中东传说中的希德尔，一名也在《古兰经》中出现过的贤人。在摩尔人统治时代期间及其后，阿拉伯语版的《亚历山大传奇故事集》和用阿拉伯文转写的该故事集在西班牙非常流行，并且之后的那些去美洲的探险家们对此也是了解的。这些早期的记述明显激励出了流行于中世纪的幻想作品《约翰·曼德维尔爵士游记》。这部作品也提到了青春之泉，称它在印度波洛姆贝（Polombe，今奎隆）外边的一座山的山脚处。由于这些故事的影响，青春之泉的传说也盛行于典雅的哥特式艺术中，例如象牙做的沃尔特斯71264号传奇故事场景首饰盒和一些象牙做的镜子盒，就出现了青春之泉。在欧洲的整个探索时代期间，这个传说也依然流行。

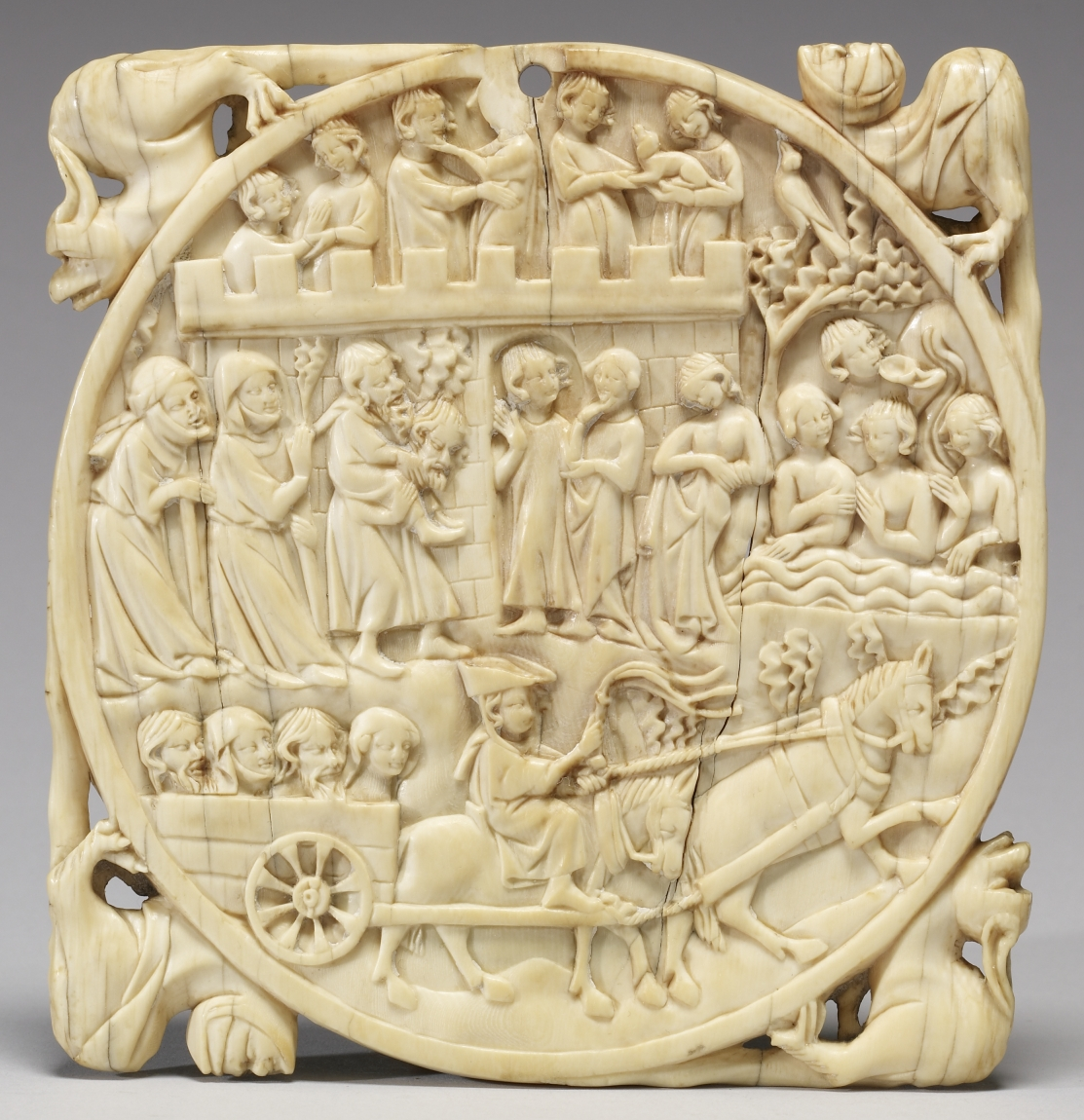
刻有青春之泉的14世纪的法国象牙镜子盒。

欧洲人的图解学是相当符合逻辑的，如200年前的克拉纳赫的画和那个镜子盒所示：老人──通常被别人背着，从画面左边进入，脱光衣服，进入池子──只要空间允许，池子就尽量地大。池中的人是年轻而裸露的，而一阵之后，他们离开池子，穿上时髦的衣服，享受宫廷式的聚会，有时候还包含一顿大餐。
这个故事也有无数的间接来源。永恒的青春是一件在神话和传奇故事中被频繁寻找的礼物，而仙石、万灵丹、不老长寿药等东西的故事在亚欧大陆各地和其他地方也是常见的。这个故事也许还有一个来源是《约翰福音》中毕士大池的相关记述。在这段记述中，耶稣在耶路撒冷的这个池子处治疗了一个人。

## 比米尼
西班牙人从西班牙岛、古巴及波多黎各的阿拉瓦克人的传说中听说了比米尼。这些加勒比地区的岛民们向西班牙人叙说了一个叫「贝梅尼」（Beimeni）或「贝尼尼」（Beniny）的神话之地（由此有了“比米尼”这个名字），一个富裕而繁荣的地方。从此这个地方便与青春之泉的传说混合在了一起。虽然在蓬塞·德·莱昂那个时代，那个地方被认为是在巴哈马群岛以西北处（在蓬塞远征期间，当地被叫作「拉别哈」，la Vieja），但是那个故事中提到的原住民们可能是玛雅人。那个地方有时也会被误认为是胡安·德·索利斯所提到的「博因卡」（Boinca）或「博尤卡」（Boyuca），不过根据索利斯的航海数据，那个地方是在洪都拉斯湾，并且青春之泉的传说本来是出自博因卡，而不是出自比米尼。据称古巴的一位阿拉瓦克酋长塞克内（Sequene）抵挡不住比米尼及其可恢复健康的泉水的诱惑，他集结了一群冒险者而向北航行，并再也没回来。塞克内的一些较乐观的部落成员声称，他和他的追随者们找到了青春之泉并在比米尼过着奢侈的生活。
比米尼及其有治疗效果的水在加勒比地区是个流传广泛的话题。意大利出生的编年史家佩德罗·马尔蒂尔在1513年给教皇的一封信中讲述了它们，不过他本人并不相信这些故事并且沮丧于有那么多人居然相信了。

## 蓬塞·德·莱昂与佛罗里达
在16世纪，青春之泉与征服者胡安·蓬塞·德·莱昂有了关联。蓬塞·德·莱昂得到了王室特许状，被委任去发现那个叫"贝尼尼"的地方。尽管那些印第安人描述的那个地方可能是尤卡坦的玛雅人的土地，但是那个名字──以及和博因卡的青春之泉相关的传说──最后和巴哈马群岛联系了起来。不过，在整个远征过程中，蓬塞·德·莱昂在他的任何著作中都没提到过这座泉。也许他早就听说过这座泉并且对此相信，但是在他死之前，他的名字和这个传说在著作中都没被联系起来。
将青春之泉与蓬塞·德·莱昂联系起来的是贡萨洛·费尔南德斯·德·奥维耶多在1535年写的《印第安人通史与自然史》。他在这本书中写道，蓬塞·德·莱昂当时在寻找比米尼的水以求重获青春。一些研究者提议，奥维耶多这么记述也许是有政治目的，他是想得到宫廷的偏爱。类似的记述也出现在弗朗西斯科·洛佩斯·德·戈马拉1551年的《印第安人通史》中。在埃尔南多·德斯卡兰特·丰塔内达1575年的《回忆录》中，这位作者将那些恢复健康的水安置在了佛罗里达，并提到蓬塞·德·莱昂在佛罗里达寻找它们。丰塔内达的记述影响了安东尼奥·德·埃雷拉·伊·托尔德西里亚斯所写的西班牙人在新世界的历史。丰塔内达还是个男孩时在佛罗里达遭遇了船难，之后他当了17年的印第安人的俘虏。在他的《回忆录》中，他讲述了一条失落的河流中的能治病的水。他将这条河称为“约旦河”。此外，他还提到蓬塞·德·莱昂当时正在寻找这些水。不过，丰塔内达清楚地声明他对他提到的这些故事是怀疑的，并且他说他怀疑当蓬塞·德·莱昂来到佛罗里达时，他当时是否真的在寻找那传说中的小河。
埃雷拉将丰塔内达的故事传奇化后，将该故事包含在了他的《卡斯提尔人在西印度的岛屿和大陆上的事迹通史》里，所以将青春之泉与蓬塞·德·莱昂明确联系起来的，正是埃雷拉。埃雷拉声称当地的酋长会定期去那座泉那里。一位身体虚弱的老人能够被彻底恢复，以至于他能够重新开始做“所有的男儿运动……找到一名新妻子，生更多的孩子。”埃雷拉还说，西班牙人搜寻了佛罗里达海岸的所有的“大河、小河、泻湖、池子”以寻找那座传说中的泉，但是他们没能成功。看起来，塞克内的故事也是从丰塔内达的故事改编而来的。

## 青春之泉国家考古学公园
佛罗里达的圣奥古斯丁市是青春之泉国家考古学公园的所在地，蓬塞·德·莱昂在传统上据说就是在这个地点登陆的。这个旅游胜地是露埃拉·德伊·麦康奈尔（Luella Day McConnell）在1904年创建的。麦康奈尔人称“钻石莉尔（Diamond Lil）”。她编造故事来逗这座城市的居民们和游客们开心，或者吓唬他们，一直到她在1927年去世。
尽管没有证据显示今天这座公园里的这座泉就是故事中的那座，或者这座泉有什么恢复健康的效果，然而来访者们仍然会饮这里的水。这座公园还展示原住民与殖民地的人工制品们，以显示圣奥古斯丁所具有的蒂穆夸人（Timucua）和西班牙人的遗产。
作家查理·卡尔森（Charlie Carlson）称自己曾经与一个所谓的以圣奥古斯丁作基地的秘密社团交流过。这个社团自称为青春之泉的保护者，并称青春之泉已经授予了他们非凡的寿命。他们还宣称佛罗里达民间传说《加斯帕里利亚（Gasparilla）的传奇》中的一位主角老约翰·戈麦斯（Old John Gomez），也曾是他们中的一员。

## 文学与流行文化
青春之泉成为了任何可能会延寿的事物的象征。在年龄逆化的故事中，它被频繁地用作剧情手段。纳撒尼尔·霍桑在《海德哥医生的试验（Dr. Heidegger's Experiment）》中就曾使用了这座泉来说明，比起被骗到佛罗里达寻找传说中的疗药，积极的思考是更好得多的疗法；奥森·韦尔斯也曾根据这个传奇在1958年自导自演了一台电视节目；而蒂姆·保尔斯（Tim Powers）的《惊涛怪浪》这部18世纪的关于海盗与巫毒教的冒险小说，也主要是讲这座泉。
在1953年，华特迪士尼公司制作了一部名叫《唐老鸭的青春之泉（Don's Fountain of Youth）》的动画片。在这部片子里，唐老鸭似乎是发现了这座著名的泉，并且他忍不住欺骗了他的三个晚辈，装出了一副泉水真地生效了的样子。七年后，在《“这不是传说！”（"That's no fable!"）》中，卡尔·巴克斯让史高治叔叔和他的晚辈们探究了这个谜，并且这次史高治叔叔的晚辈们找到了真正的泉水。在之后的《唐老鸭俱乐部》系列动画片中，《青春甜鸭（Sweet Duck of Youth）》这一集也是采用了这样的剧情，揭示了这座泉的真正能力事实上是使“人”（或者鸭子）的倒影显得更加年轻（因此所谓的“青春”仅仅是一种错觉）。
在1974年，漫威漫画在《类人体（Man-Thing）》和之后的《野性的女绿巨人（The Savage She-Hulk）》中将这座泉作为了主要线索（在它里面洗澡就会变青春，但是喝了它就会变残废）。在1976年的系列喜剧《大约翰，小约翰（Big John, Little John）》中，一名中年男子喝了青春之泉，之后他在整个系列中，转换在12岁和43岁之间。在1994年的电脑游戏《席德·梅尔的殖民帝国》中，在一座失落之城发现青春之泉的传闻会将一些人带到欧洲的码头；在一场游戏中，这能被发现多次。在2005年，这座泉又出现在了DC漫画系列中的《复仇日（Day of Vengeance）》。这座泉以及它的水构成了微软和全效工作室的《世紀帝國3》中的战役《鲜血、寒冰和钢铁》的主要剧情线索。近年来，在达伦·阿罗诺夫斯基2006年的电影《真爱永恒》中，片中的角色们搜寻生命之树来治疗脑肿瘤。在《阿莱夫（西班牙语：El Aleph）》一书中，霍尔赫·路易斯·博尔赫斯在一篇短篇故事中提到了这座生命之泉。在这个故事中，那些活得不耐烦了的永生者们最终开始寻找“死亡之泉”以扭转他们的不死状态。
在特里·普拉切特的《埃里克（Eric）》中，蓬塞·达·基尔姆（Ponce da Quirm）找到并喝了青春之泉，但是却死了，并在死前希望人们放一块牌子，说“先煮开”。
《神鬼奇航》系列电影的第四部《神鬼奇航4：幽靈海》讲的就是一次去搜寻青春之泉的旅程。这部片子间接提到了上部电影的末尾，即杰克·斯帕罗船长从赫克特·巴博萨船长那里取得了地图。《幽靈海》里的这座泉要求两个人用在蓬塞·德·莱昂的船上找到的银制酒杯来喝；如果一个人的杯子里装了美人鱼的眼泪，那么另一个人的寿命就会加在这个人的身上，而那个没喝到美人鱼的眼泪的人则会立即死亡。
娜塔莉·巴比特（Natalie Babbitt）的《真爱无尽（Tuck Everlasting）》讲述了一个在喝了一口泉的水之后得到了永恒的青春的家庭。这部小说讲得更多的是永恒的青春所能带来的消极效果。